# لي وود
لي وود (بالإنجليزية: Leigh Wood)‏ (21 مايو 1983 في المملكة المتحدة - ) هو لاعب كرة قدم بريطاني في مركز الوسط. لعب مع نادي هاروجيت تاون ونادي يورك سيتي.

## وصلات خارجية
- لي وود على موقع قاعدة بيانات كرة القدم.إي يو (الإنجليزية)
- لي وود على موقع Soccerbase.com (لاعب) (الإنجليزية)